# 戏衣库 (北京故宫)
戏衣库，位于紫禁城东路、九龙壁南侧，是清朝宫廷收藏戏衣的库房。

## 简介
故宫大修一期工程按照两个三年计划实施，其中2003年至2005年完成了武英殿等31个项目的修缮改造；2006年至2008年对前三殿、后三宫等23个项目进行修缮。二期工程自2009年至2020年，计划在故宫建成600周年时全面完成。截至2008年，故宫已完成武英殿区建筑、午门正楼、太和门、太和殿、钦安殿、神武门以及前三殿、后三宫等建筑的修缮，并且对故宫东路急需使用的延禧宫库房建筑、戏衣库、御茶膳房及故宫西路的慈宁宫、寿康宫、紫禁城以外的稽查内务府御史衙门开展了维修。同时，依据2005年国家文物局批准的《故宫保护总体规划大纲》，对规划作展览场所使用的建筑物室内进行了展室设置以及设备安装。截至2008年已投入使用的展厅有午门展厅、武英殿展厅、太和门西庑展厅、乾清宫东庑、乾清宫西庑、弘义阁及南庑房展厅等10项，新增加的展厅面积达到17939平方米。